# Mario Guarino
Mario Guarino (Castronuovo di Sant'Andrea, 24 marzo 1940) è uno scrittore e giornalista italiano.

## Biografia
Collaboratore del settimanale economico Il Mondo, ha pubblicato numerosi libri su tematiche di attualità. Durante la sua carriera si è dedicato allo studio della massoneria italiana e alla loggia P2. Sul tema ha pubblicato i saggi Gli anni del disonore. Dal 1965 il potere occulto di Licio Gelli e della loggia P2 tra affari, scandali e stragi, Fratello P2 1816. L'epopea piduista di Silvio Berlusconi e Poteri segreti e criminalità. L'intreccio inconfessabile tra 'ndrangheta, massoneria e apparati dello Stato.

## Opere principali
- Berlusconi: inchiesta sul signor TV (con Giovanni Ruggeri), Roma, Editori riuniti, 1987 (poi Kaos 1994, 1999)
- L'Italia della vergogna, Laser, 1995.
- I santuari proibiti, Laser, 1996.
- I mercanti del Vaticano. Affari e scandali: l'industria delle anime, Kaos edizioni, 1998.
- Santo impostore (Controstoria di padre Pio), Kaos edizioni, 1999.
- L'impero del male. Le sconvolgenti connessioni tra alta finanza, droga e armi Prospettiva editore, 2000.
- Fratello P2 1816. L'epopea piduista di Silvio Berlusconi Kaos edizioni, 2001.
- Scandali e segreti della moda: i retroscena del mondo degli stilisti (con Fedora Raugei), Roma, Editori Riuniti, 2001.
- Il circo mediatico. Gli scandali della Rai, Liberia Croce, 2002.
- Versace versus Versace. La biografia di Gianni Versace Libreria Croce, 2003.
- Poteri segreti e criminalità. L'intreccio inconfessabile tra 'Ndrangheta, massoneria e apparati dello Stato, Edizioni Dedalo, 2004.
- L'orgia del potere. Testimonianze, scandali e rivelazioni su Silvio Berlusconi Strumenti editore, 2005.
- Gli anni del disonore. Dal 1965 il potere occulto di Licio Gelli e della Loggia P2 tra affari, scandali e stragi, Edizioni Dedalo, 2006.
- Gli anni del disonore: dal 1965 il potere occulto di Licio Gelli e della loggia P2 (con Fedora Raugei), Edizioni Dedalo, 2006.
- I soldi dei vinti, Pellegrini, 2008.
- I mercanti del Vaticano, Kaos edizioni, 2008.
- Veronica & Silvio. La vera storia, Edizioni Dedalo, 2009.
- Prezzi edonici a Napoli nella area di Chiaia, Giannini, 2009.
- Ladri di stato. Storie di malaffare, arricchimenti illeciti e tangenti, Edizioni Dedalo, 2010.
- Il potere della menzogna: amore, politica, religione, informazione, pubblicità, scienza. Vince chi sa raccontare falsità, Edizioni Dedalo, 2013. ISBN 8822063244
- Vati Ca$h. L'ultimo scandalo, Koinè Nuove Edizioni, 2014.